# سيناون
سيناون قرية صغيرة تقع في غرب ليبيا (قرب غدامس). يبلغ عدد سكانها حوالي 8000 نسمة،[بحاجة لمصدر]
وتعرف سيناون بكثرة أراضيها بمادة الملح وبالأغنام من مختلف أنحاء البلد بما تتمتع به بأراضي خضراء في موسم الأمطار وتُعرف بـالترفاس (فطر ينمو في الصحراء) الذي ينمو في موسم الأمطار وكانت منطقة جذب سياحي للسياحة الخارجية قبل الأزمة ولا تزال ذات جذب سياحي للسياحة الداخلية بما تتمتع به بـآثار وعراقة تاريخ متأصل في سكانها بالطيبة، والكرم، والهدوء، وجمالها الخاص لأنها تجمع ما بين البادية، وتقاليد الجبل لأنها تقع بينهما. تنقسم إلى سيناون المركز (القصر الفوقاني، والقصر اللوطاني، عين علي)، ومنطقة «الشعواء» التي تبعد حوالي 8 كيلومترات.
كما أن لهذه القرية امتداد جغرافي كبير، وهذا يدل على عراقة هذه القرية وتوغلها في التاريخ، حيث أن حدودها الجغرافية تمتد شمالاً 40كم تقريباً، وغرباً، أكثر من 80 كم، أما شرقاً فتمتد إلى أكثر من 100 كم وغرباً 70 كم.